# Seleção Espanhola de Polo
A Seleção Espanhola de Polo é a seleção nacional de polo da Espanha. É administrada pela Real Federação Espanhola de Polo (RFEP) e representa a Espanha nas competições internacionais de polo.
É uma das seleções nacionais mais bem-sucedidas da zona europeia na história do Campeonato Mundial de Polo, a qual participou de quatro campeonatos mundiais até 2022, tendo conquistado um título em 2022.

## Títulos

### Olimpíadas
O polo foi introduzido nos Jogos Olímpicos na edição de Paris 1900 e removido após os Jogos de Berlim 1936, com participações intercaladas em outras três Olimpíadas, tendo a Seleção Espanhola conquistado uma prata na edição de 1920, em Antuérpia.

### Campeonato Mundial
Os Campeonatos do Mundo de Polo tiveram presença espanhola em quatro eventos finais: a edição inaugural em 1987 e as edições de 2008, 2017 e 2022.
| Ano  | Sede             | Classificação     |
| ---- | ---------------- | ----------------- |
| 1987 | Buenos Aires     | 4.º lugar         |
| 1989 | Berlim           | Não se qualificou |
| 1992 | Santiago         | Não se qualificou |
| 1995 | São Maurício     | Não se qualificou |
| 1998 | Santa Barbara    | Não se qualificou |
| 2001 | Melbourne        | Não se qualificou |
| 2004 | Chantilly        | Não se qualificou |
| 2008 | Cidade do México | 4.º lugar         |
| 2011 | Estancia Grande  | Não se qualificou |
| 2015 | Santiago         | Não se qualificou |
| 2017 | Sydney           | 1.ª fase          |
| 2022 | Wellington       | 1                 |